# 넙다리두갈래근
넙다리두갈래근(영어: biceps femoris muscle) 또는 대퇴이두근(大腿二頭筋)은 넓적다리 뒷부분에 위치한 근육이다. 무릎을 굽히게 해준다. 넙다리두갈래근은 두 개의 부분으로 이루어져 있으며 그 중 하나는 넙다리뒤근육(hamstring)을 구성하는 요소 중 하나이다.

## 같이 보기
- 넙다리네모근
- 종아리세갈래근
- 위팔두갈래근(상완이두근)